# Chuí
Cet article concerne la ville du Brésil. Pour l'anneau du centaure (10199) Chariclo, voir Chuí (anneau).
Chuí est une ville brésilienne du Sud-Est de l'État du Rio Grande do Sul, faisant partie de la microrégion du Littoral lagunaire et située à 514 km au sud-ouest de Porto Alegre, capitale de l'État. Elle se situe à une latitude de 33° 41′ 30″ sud et à une longitude de 53° 27′ 27″ ouest, à une altitude de 22 mètres. Sa population était estimée à 5 278 en 2007, pour une superficie de 203 km2.
C'est la municipalité la plus méridionale du pays, le point le plus au sud se trouvant sur la rivière de Chuí, à 33° 45′ 04,59″ S, 53° 23′ 40,81″ O, près de la plage de la Barra do Chuí, commune de Santa Vitória do Palmar.
Chuí est le nom tupi-guarani donné par les Charruas au Chardonneret de Magellan, qui devait se trouver dans le lieu en populations abondantes.
La commune fait frontière avec la ville de Chuy, en Uruguay, département de Rocha.
Dans la ville réside une forte communauté d'Arabes du Proche-Orient, notamment des Palestiniens. Il s'y trouve la plus grande mosquée de la région. L'activité de Chuí est essentiellement commerciale.

## Voir aussi (lien interne)

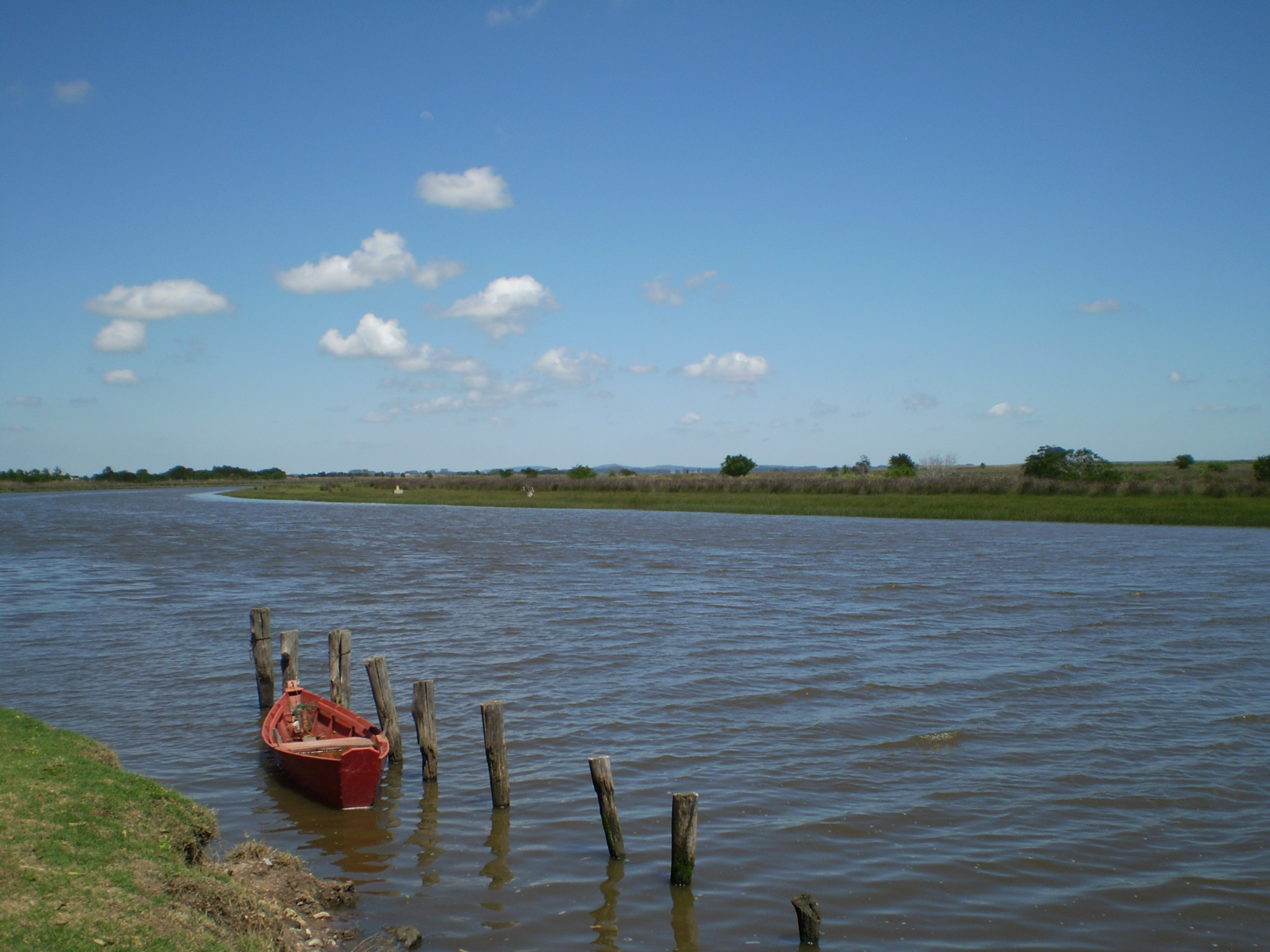
Le point le plus au sud du Brésil, de l'autre côté de la rivière.

## Ville voisine
- Santa Vitória do Palmar